# Lee Jung-hyun
Lee Jung-hyun (* 7. Februar 1980 in Gimje, Südkorea) ist eine K-Pop-Sängerin und Schauspielerin.

## Leben
Lee Jung-hyun hatte ihr Filmdebüt mit 16 in Kkochip (꽃잎, „Blütenblatt“).
Bevor sie ihre eigene Solomusik veröffentlichte, wirkte sie als Gastsängerin an Cho PDs Single Fever mit und erschien auch im dazugehörigen Musikvideo.
Ihre frühe eigene Musik ist Dance-Musik in Technostil. Ihre erste Single, Wa (와, „Komm“) führte die südkoreanischen Charts drei Wochen lang an, während ihre dritte, Bakkwo (바꿔, „Veränderung“) Preise für den besten und meistgesendeten Song erhielt.
Mit ihrem fünften Album, Passion, änderte sie ihren Musikstil in Latin, samt akustischer Gitarre und Stepptanz im Flamencostil.
Viele ihrer Lieder sind in einem wütenden Gefühlszustand, aus Sicht eines zurückgewiesenen Liebhabers, gesungen.
Die chinesische Sängerin Sammi Cheng sang Remakes vieler ihrer Lieder, so z. B. Bakkwo (als Mei Fei Se Wu auf Mandarin und Sat For – Finale auf Kantonesisch), Wa (als Duk Ga See Chung – Exclusive Trial Singing) und Neo (너, Du, unter dem Titel Tian Yi Wu Feng). Diese Neuauflagen haben eigene (nicht übersetzte) Texte, gesungen auf Mandarin oder Kantonesisch.
Gu Dan Ba Lei (孤單芭蕾, „Einsames Ballet“) von Evonne Hsu (許慧欣) ist ein Cover von Lee Jung-hyuns Michyeo (미쳐, „Crazy“) und HONEY von Cyndi Wang (王心凌) ist eine weitere Coverversion von Lee Jung-hyuns Summer Dance.
Im Dezember 2004 veröffentlichte Lee Jung-hyun auch japanische Versionen ihrer frühen Hits Wa und Heaven. 2006 folgte dann ihr erstes japanisches Album mit dem Namen THIS IS HYONY.
2011 spielte sie in Park Chan-wooks Kurzfilm Night Fishing die Hauptrolle. Park führte 2013 auch Regie bei ihrem Musikvideo zu dem Lied „V“.
2019 heiratete Lee.

## Diskografie

### Studioalben
| Jahr | Titel                  | Höchstplatzierung, Gesamtwochen, AuszeichnungChartsChartplatzierungen (Jahr, Titel, Platzierungen, Wochen, Auszeichnungen, Anmerkungen) | Anmerkungen                                                       |
| Jahr | Titel                  | KR | Anmerkungen                                                       |
| ---- | ---------------------- | --- | ----------------------------------------------------------------- |
| 1999 | Let’s Go to My Star    | KR26 (3 Wo.)KR | Erstveröffentlichung: 1. November 1999 Chartplatzierungen ab 2010 |
| 2000 | Lee Jung Hyun II       | — | Erstveröffentlichung: 9. Juni 2000                                |
| 2001 | Magic to Go to My Star | — | Erstveröffentlichung: 23. Oktober 2001                            |
| 2002 | I ♡ Natural            | — | Erstveröffentlichung: 1. November 2002                            |
| 2004 | Passion                | — | Erstveröffentlichung: 21. Juni 2004                               |
| 2006 | This Is Hyony          | — | Erstveröffentlichung: 25. Januar 2006                             |
| 2006 | Fantastic Girl         | — | Erstveröffentlichung: 6. Oktober 2006                             |
| 2008 | Love Me                | — | Erstveröffentlichung: 11. März 2008                               |
| 2010 | Lee Jung Hyun 007th    | KR10 (4 Wo.)KR | Erstveröffentlichung: 11. Mai 2010                                |

### Remixalben
| Jahr | Titel        | Höchstplatzierung, Gesamtwochen, AuszeichnungChartsChartplatzierungen (Jahr, Titel, Platzierungen, Wochen, Auszeichnungen, Anmerkungen) | Anmerkungen                         |
| Jahr | Titel        | KR | Anmerkungen                         |
| ---- | ------------ | --- | ----------------------------------- |
| 2003 | Summer Party | — | Erstveröffentlichung: 10. Juli 2003 |

### EPs
| Jahr | Titel       | Höchstplatzierung, Gesamtwochen, AuszeichnungChartplatzierungen (Jahr, Titel, Platzierungen, Wochen, Auszeichnungen, Anmerkungen) | Höchstplatzierung, Gesamtwochen, AuszeichnungChartplatzierungen (Jahr, Titel, Platzierungen, Wochen, Auszeichnungen, Anmerkungen) | Anmerkungen                        |
| Jahr | Titel       | KR | JP | Anmerkungen                        |
| ---- | ----------- | --- | --- | ---------------------------------- |
| 2005 | WA-come on- | — | JP40 (7 Wo.)JP | Erstveröffentlichung: 8. März 2005 |
| 2009 | Avaholic    | — | — | Erstveröffentlichung: 19. Mai 2009 |

grau schraffiert: keine Chartdaten aus diesem Jahr verfügbar

### Singles
| Jahr                   | Titel Album                         | Höchstplatzierung, Gesamtwochen, AuszeichnungChartplatzierungen (Jahr, Titel, Album, Platzierungen, Wochen, Auszeichnungen, Anmerkungen) | Höchstplatzierung, Gesamtwochen, AuszeichnungChartplatzierungen (Jahr, Titel, Album, Platzierungen, Wochen, Auszeichnungen, Anmerkungen) | Anmerkungen                                           |
| Jahr                   | Titel Album                         | KR | JP | Anmerkungen                                           |
| ---------------------- | ----------------------------------- | --- | --- | ----------------------------------------------------- |
| Südkoreanische Singles |                                     | | |                                                       |
|                        |                                     | | |                                                       |
| 1999                   | Wa Let’s Go to My Star              | — | — | Erstveröffentlichung: 1999                            |
| 1999                   | Change Let’s Go to My Star          | KR47 (2 Wo.)KR | — | Erstveröffentlichung: 1999 Chartplatzierungen ab 2010 |
| 2000                   | You Lee Jung Hyun II                | — | — | Erstveröffentlichung: 2000                            |
| 2000                   | Joolae Lee Jung Hyun II             | — | — | Erstveröffentlichung: 2000                            |
| 2001                   | Going Crazy Magic to Go to My Star  | — | — | Erstveröffentlichung: 2001                            |
| 2001                   | Half Magic to Go to My Star         | — | — | Erstveröffentlichung: 2001                            |
| 2002                   | Ari Ari I ♡ Natural                 | — | — | Erstveröffentlichung: 2002                            |
| 2002                   | Dara Dara I ♡ Natural               | — | — | Erstveröffentlichung: 2002                            |
| 2003                   | Summer Dance Summer Party           | — | — | Erstveröffentlichung: 2003                            |
| 2004                   | Follow Me Passion                   | — | — | Erstveröffentlichung: 2004                            |
| 2006                   | I Love You Cheol-soo Fantastic Girl | — | — | Erstveröffentlichung: 2006                            |
| 2009                   | Crazy Avaholic                      | — | — | Erstveröffentlichung: 2009                            |
| 2010                   | Suspicious Man Lee Jung Hyun 007th  | KR49 (4 Wo.)KR | — | Erstveröffentlichung: 2010                            |
| 2013                   | V –                                 | KR36 (2 Wo.)KR | — | Erstveröffentlichung: 22. Juli 2013                   |
| Japanische Singles     |                                     | | |                                                       |
|                        |                                     | | |                                                       |
| 2004                   | Heaven / Come on WA-come on-        | — | JP26 (14 Wo.)JP | Erstveröffentlichung: 15. Dezember 2004               |
| 2005                   | Passion / Heavy world This is Hyony | — | — | Erstveröffentlichung: 3. August 2005                  |
| Chinesische Singles    |                                     | | |                                                       |
|                        |                                     | | |                                                       |
| 2008                   | Love Me                             | — | — | Erstveröffentlichung: 2008                            |

grau schraffiert: keine Chartdaten aus diesem Jahr verfügbar

## Drama / Anime
- 1997: Reign: The Conqueror (アレクサンダー戦記, Arekusendā Senki)
- 2001: Beautiful Days (아름다운 날들, Areumdaun naldeul)
- 2006: Rondo

## Filmografie
- 1996: A Petal (꽃잎 Kkochip)
- 1997: Maria and the Inn
- 1998: Route 7 (루트7)
- 1999: Scent of Love
- 2000: Harpy (하피)
- 2005: Crying Fist (주먹이 운다)
- 2011: Nachtangeln (파란만장 Paranmanjang)
- 2012: Juvenile Offender
- 2014: The Admiral: Roaring Currents
- 2015: Alice in Earnestland (성실한 나라의 앨리스)
- 2016: Split (스플릿)
- 2017: The Battleship Island (군함도 Gunhamdo)
- 2018: The Running Actress (여배우는 오늘도)
- 2019: Shall We Do It Again
- 2020: Peninsula
- 2022: Die Frau im Nebel (Decision to Leave / 헤어질 결심 Haeojil Gyeolsim)